# Distribuzione di Cantor

La funzione di Cantor

In teoria della probabilità la distribuzione di Cantor è una distribuzione di probabilità la cui funzione di ripartizione è la funzione di Cantor. Essa è una distribuzione singolare, o continua singolare: non è né assolutamente continua né discreta.
Se consideriamo la costruzione dell'insieme di Cantor, riassunta nell'immagine sotto:
{\displaystyle C_{0}=[0,1]}
{\displaystyle C_{1}=[0,1/3]\bigcup [2/3,1]}
{\displaystyle C_{2}=[0,1/9]\bigcup [2/9,1/3]\bigcup [2/3,7/9]\bigcup [8/9,1]}
{\displaystyle C_{3}=[0,1/27]\bigcup [2/27,1/9]\bigcup [2/9,7/27]\bigcup [8/27,1/3]}
{\displaystyle \bigcup [2/3,19/27]\bigcup [20/27,7/9]\bigcup [8/9,25/27]\bigcup [26/27,1]}
{\displaystyle \vdots }
abbiamo che una variabile casuale con la distribuzione di Cantor è l'unica tale che, per ogni {\displaystyle n}, essa è distribuita uniformemente sul singolo insieme {\displaystyle C_{n}}, cioè su ogni riga dell'immagine sotto la probabilità di un singolo intervallino è {\displaystyle 1/2^{n}}.

## Momenti
- {\displaystyle E(X)={1 \over 2}}

La varianza si ottiene dalla legge della varianza totale: se consideriamo Y come l'indicatore dell'evento "esce testa in un lancio di moneta"
{\displaystyle \operatorname {var} (X)=\operatorname {E} (\operatorname {var} (X\mid Y))+\operatorname {var} (\operatorname {E} (X\mid Y))}
{\displaystyle ={\frac {1}{9}}\operatorname {var} (X)+\operatorname {var} \left\{{\begin{matrix}P(1/6)=1/2\\P(5/6)=1/2\end{matrix}}\right\}={\frac {1}{9}}\operatorname {var} (X)+{\frac {1}{9}}.}
Da cui otteniamo
- {\displaystyle \operatorname {var} (X)={1 \over 8}}